# 2005年ウィンブルドン選手権
2005年 ウィンブルドン選手権（2005ねんウィンブルドンせんしゅけん、The Championships, Wimbledon 2005）は、イギリス・ロンドン郊外にある「オールイングランド・ローンテニス・アンド・クローケー・クラブ」にて、2005年6月20日から7月3日にかけて開催された。

## シニア

### 男子シングルス
ロジャー・フェデラー def.  アンディ・ロディック, 6–2, 7–6, 6–4
- フェデラーは大会3連覇。

### 女子シングルス
ビーナス・ウィリアムズ def.  リンゼイ・ダベンポート, 4–6, 7–6 (4), 9–7
- ビーナスは第23シードからの優勝で最も低いシードからの大会優勝者となった。試合時間2時間45分は女子の決勝としては史上最長記録である。

### 男子ダブルス
ステファン・フース /  ウェスリー・ムーディ def.  ボブ・ブライアン /  マイク・ブライアン, 7–6 (4), 6–3, 6–7 (2), 6–3

### 女子ダブルス
カーラ・ブラック /  リーゼル・フーバー def.  スベトラーナ・クズネツォワ /  アメリ・モレスモ, 6–2, 6–1

### 混合ダブルス
マリー・ピエルス /  マヘシュ・ブパシ def.  タチアナ・ペレビニス /  ポール・ハンリー, 6–4, 6–2

## ジュニア

### 男子シングルス
ジェレミー・シャルディー def.  ロビン・ハーセ, 6–4, 6–3

### 女子シングルス
アグニエシュカ・ラドワンスカ def.  タミラ・パシェク, 6–3, 6–4

### 男子ダブルス
ジェシー・レビン /  Michael Shabaz def.  サミュエル・グロート /  Andrew Kennaugh, 6–4, 6–1

### 女子ダブルス
ビクトリア・アザレンカ /  アグネシュ・サバイ def.  マリナ・エラコビッチ /  モニカ・ニクレスク, 6–7(5), 6–2, 6–0